# أمنيات بعيدة (مسلسل)
أمنيات بعيدة مسلسل تلفزيوني كويتي درامي.

## القصة
تدور الأحداث في إطار اجتماعي حول أم تعتمد على ابنها في كل شيء، خاصة أنه ذو شخصية قوية بسبب المنصب الوظيفي المهم الذي يتقلده.

## الممثلون
- هدى حسين
- جمال الردهان
- حمد العماني
- غدير السبتي
- عبد الله الطراروة
- هنادي الكندري
- حصة النبهان
- شيلاء سبت
- رهف العنزي
- شيخة البدر
- كفاح الرجيب
- عبد العزيز مندني
- أحمد السداني
- مريم حسن
- ايمان العلي
- محمد عبد الرزاق
- عبد الله الفريح
- رابعه اليوسف
- إسماعيل الراشد
- شهاب حاجيه
- ياسه

## وصلات خارجية
- صفحة مسلسل أمنيات بعيدة على موقع السينما.كوم